# NEEDLESS角色列表
此角色列表是《NEEDLESS》內的登場人物的介紹，關於本作品其他內容請見條目NEEDLESS。
※以下介紹中包含一部份原作漫畫與電視動畫劇情，請斟酌閱讀。

## 動畫正傳和漫畫前部登場人物
※ 聲優：CD廣播劇/TV版動畫

### 布萊德軍團
並不是一個正式的組織，算是一個暫時和阿克萊特對抗的團隊。

#### 主角級人物
庫魯斯・西爾特
主角，故事裡大部分都由他的視點來描述劇情，雖然沒有超能力，但擁有很強的洞察力及判斷能力，布雷德一行人多次因為庫魯斯的策略贏過敵人。在學園篇被剎那稱呼為推理能力的Needless。
雖然他非常聰明，但同樣也是聰明反被聰明誤的典型，因為多次藉著利用少女部隊的善良而獲勝，初期並不是廣受歡迎的主角。
因為他的小聰明，曾經多次贏得對西緬的小勝利後，可沒有識破其實自己一直被自己信任的人所玩弄於股掌中，反而陷入更大的危機中。但總算為他有機會接近事情的真相。
因握有BS反抗軍（BS即Black Spot）人員資料被西美翁追殺，在被追殺的過程中，因緣際會的被亞當・布雷德所搭救，從此跟隨他們一行人行動。名字（Cruz）是西班牙語，意思是「十字架」。通稱「山田（やまだ）」，本來這是夏娃亂取的外號，後來不知為何成為通稱。
西緬四大天王之一的亞路佳的弟弟。
動畫結局中庫魯斯以自己智慧協助各人，解除了阿克萊特因伊甸種子失控而產生的爆炸。
在漫畫中被神秘的天使的之手帶其逃出阿克萊特自爆後和朋友失散了，在和部分人重逢時不小心被迪斯克甩下懸崖，掉到了西緬的少女部隊的母校「聖玫瑰學園」，被剎那發現和強逼其加入協助調查神秘的爆炸案，為了避免被發現是男被強逼裝成女生加入聖玫瑰學園的少女部隊，最後被夫人授與正式的畢業的番號成為少女部隊第49號成員，從此之後就一直以女學生的裝扮（激萌少女）活動。
在「血之雨」篇中，為了收集迪斯克的身體零件，前往遭到西美翁壓榨的「黑市」，之後為了抵抗複製人部隊，扮成姐姐亞路佳的模樣企圖誤導複製人，卻被哈特·菲爾德逼至絕境，之後被從天而降的布雷德所救。
在「夏娃的故事」篇中，和左天一同進入布雷德的回憶，知曉「變身」能力的秘密，也成了布雷德喜歡「全裸+襪子」癖好的源頭，之後因為布雷德記憶恢復而和左天一同重返「現在」。
在最後的「城市」篇中，在遇上路障時因假裝成少女部隊而順利通過，為了幫助布雷德，而潛入了新東京和BS接鄰的西美翁研究所。
在被在西美翁研究所的亞路佳拘捕，並被阿克萊特以刺穿額頭探索其記憶，並被強行取出了被移植在體內的晶片，同時超能力也覺醒了。
末段被確認為最後的聖痕持有者，能力並被貝賴德學習來制服了天使，並被布雷德變成女性。
費解的是為何西緬除了布萊黑夫人外沒有人知道他的存在?為何本要遠離BS時在聽到神秘的廣播，便去了他不應當知道地址的西緬研究所?最大可能是他和亞路佳一樣是雙重間諜，為了調查阿克萊特的惡行而潛伏在BS的西緬情報員，而神秘廣播時解除他能力的限制的催眠。
漫畫第十五集單行本末部，編輯部追加了性格測驗如下。
平日優柔寡斷，什麼都做不好的類型。雖然不擅長做運動，也不討厭作運動。由於有優秀的觀察力，對四周瞭如指掌。不過可惜沒有發言權，總無法將能力發揮的。
最後一頁的上半有聲無影的對話中，似乎正在和未央跟迪斯做資源回收工作。
神盾能力常被誤稱為無效化能力，但實際只是單純手向前產生一股死力，所以什麼攻擊都擋得住的，還可以主動攻擊人或任何物件，或者把自己凌空飛起。
亞當・布雷德
男主角，住在S33區一棟教堂裡的暴力神父，基督復甦計畫的失敗作（頸上套者有刻字鋼鐵項圈，型號:079.AB），手上拿的聖經裡面沒有書頁，直接藏了一顆手榴彈，講話又毒又狠，超不討人喜歡的傢伙，很好女色（特別喜歡蘿莉及全裸+襪子的裝扮），能力是可以學習敵人攻擊的ZERO（零）。過去令人意外的是一位可愛的少年，長大後卻完全變了個樣，體內有大量的金屬骨骼跟人造零件。
是唯一沒有變形能力的亞當計劃實驗體成員，現在證實了能力是連同腦部的一塊被當作器官移植到夏娃身上，因為手術前醫生說過如果不是本有能力被移植後會被遺失，故證明了那不是其本家能力。
前史中加入了工會並和賽特成為朋友，之後與被其擊敗的索爾凡結為夥伴。
被阿克萊特炸飛後，在「鬍子」篇中再次登場。
在「夏娃的故事」篇中，被潛入記憶的左天和庫魯斯發現其實原本擁有「ZERO」和「變身」兩個能力（與阿克萊特相同），也擁有「聖痕」，為了解救夏娃將自己大腦有關「變身」的部分移植給夏娃，「聖痕」也因此消失，「ZERO」也被削弱。
在第九十一話打破BS大門，進入「城市」。
弱點是少女，當遇上外表柔弱的女性受到苦難時便會異常激動，並做出不合理性的行動，所以曾經被赫德菲特誤會無法對於女性和弱者下重手的。
首先在遇上未央被匪徒包圍時，親手以分屍的方式殺死匪徒。第二次當阿克萊特挾持女童時，主動挑戰阿克萊特。第三次是被胡桃的「屍體」撞醒後，嚇得把其丟回剎那手上。第四次是以為凜死了時，把她丟向背面不敢看清楚屍體。
但當赫德菲德以兩名複制人女童當刺客時，貝賴德控制自如並成功打暈了對方。
在城市編的地牢中索性接受敗北事實，但搶先自行打開異次元世界的門，引起了異次元的騷動和天使連黑暗物質闖入了地球，並成功制服和后融合了天使成為全能者。
第一部結局(114話)時，本體和被左天的精神攻擊第六波動中同歸於盡，瀕死時把夏娃的頭和自己的殘肢融合，改造成「女性亞當」。
現在確認了真名叫御田靜馬，並不是基督二世的字面上複制人，是普通needless改造成的亞當系列。
漫畫第十五集單行本末部，編輯部追加了性格測驗如下。
任何時候決不氣餒!有著無論如何擋著去的困難都可以克服的自信，覺得自今是最了不起的人。認為停滯不前和消沈苦惱比任何事更可恥。不過在小妹妹前反而會緊張得無法說活。
夏娃・諾伊休凡・舒坦因
女主角，和布雷德一起住在教堂裡，布雷德的搭檔。記憶力超差的少女，所以常幫人亂取外號以方便記憶，例如被她喚做山田的庫魯斯，以及被喚做內田的照山最次、過去稱呼布雷德喚做石田。能力是變身－－每次使用時，都必須消耗大量的熱量，因此超愛喝五仟大卡的「大蠻牛強精果凍飲料(足足抵過十人份的鮭魚子大碗公)」。基督復甦計畫（夏娃計畫）的作品，布雷德的學生。
在被少女部隊捕獲時，雖然拼命反抗過，但奇怪地在首見胡桃時，然並未被洗腦前就先行投降接受洗腦。
配戴頸圈有[EVE-N]的字樣。
夏娃和剎那都是同人NEEDLESS預設的女主角為藍本設定的，但官式公佈夏娃比剎那(165cm)矮了10cm。但實際劇情中兩人都驚訝於彼此的相似，身高實際上相仿。最奇怪的是夏娃比高160cm和163cm的古魯斯或胡桃更高，和曾經被古魯斯誤認為姐姐亞路佳(170cm)。因為最後夏娃的屍體變成了高大(超過170cm)的修女，所以可以肯定她實際體型和成年男性相近的。
動畫版中為加入香澄的基因的夏娃，夏娃系列第十四號。
在「夏娃的故事」篇中，得知其能力是來自布雷德，在逃到BS後因為被省取了組織的不完全而溶解(因為這個和本來沒有能力的話，被偷去器官也不會溶解有衝突。這是在混亂的記憶所見，故不完全實情)，因布雷德自願將其腦部有關「變身」能力的部分移植至其腦中而獲救。
在結局部的城市編被掀穿了身世並非複制人
漫畫其實是荻葉香澄的妹妹，真名叫荻葉香鈴(亦可譯作荻葉卡琳)。
結局被斫頭致死，屍體被神父用來把自己改造成女性亞當。
漫畫第十五集單行本末部，編輯部追加了性格測驗如下。
對於微細的事一概不理，粗獷豪邁的懶人。但在關鍵的地方，要做的都能做到妥當，但因為對初見面或不太親近的人不喜出手，是要著數的類型。很多事要假手於人，不過絕非沒有常識或知識。只因為對於世上大部分的事不感興趣吧。

#### 其他成員
基多博士
布雷德陣營的保母，因不知道自己的教育方針到底哪裡出錯而造就現今的布雷德而在反省中，真實身份為基督復甦計畫的成員－六道銀（りくどう ぎん），負責「夏娃計畫」。被喚做基多博士是因為有一次他在美國的學會參加英語演講時，太過緊張導致口齒不清，台下的人便誤把「六道」聽成「基多」。
喜歡另一位基督復甦計畫的成員－荻葉香澄。在香澄死後繼續主持夏娃工程，後來因阿克萊特破壞研究所而帶布雷德和夏娃逃出研究所，之後一起在BS中隱姓埋名的生活著。
在阿克萊特自爆後失蹤。
結局部以666委員會的首領姿態再登場，更自掀其實是亞當系列的最終成員Adam.Z。
用意為了找尋治療香澄(腦部未死但殘缺)的方法，而冒人類被黑暗物質感染的危險，試圖進入異次元的世界。
最後殺了夏娃後帶同頭部，試圖硬闖異次元被關閉的門所夾死。
照山最次
令人感到悶熱的存在，喜歡穿背後刺「夜露死苦（請多指教）」的長外套。他的打扮在這時代，可以算是一種復古風。在布雷德陣營中實力算差的人物（當然仍然遠勝於沒有超能力的庫魯斯等人），能力是火焰。本是另一個BS居民，因為其朋友被西美翁派來的僱傭兵所殺害，而要找其首領報復。在誤會布雷德是阿克萊特時挑戰布雷德，被打敗後與布雷德等人一同行動。
在單行本第八集初和布雷德等人被炸飛後去向不明（疑似到了跟西美翁有關的地方）。
於結局部的城編初期以敵人的身分再登場，並在腹部上移植了「伊甸種子」，後來被布雷德發現其為複製人並被擊破的同時，庫魯斯在鄰近的西美翁研究所，發現了其殘缺並正在被修復中的遺體。據兩位路過的科學家說，他闖入研究所試圖破壞時和保安隊激戰中被炸成粉碎，之後便成了制造其複製人的材料。
後來被未央對他刺入的伊甸種子治好了，即時出來制止剎那殺害庫魯斯並顯現了聖痕。
Needless Zero被預告繼續登場。
漫畫第十五集單行本末部，編輯部追加了性格測驗如下。
經常夢想幹一番大事。雖然日常生活像個壞人，內里卻是正直的性格，說謊的話一眼便看穿。為人不拘小節又很會照顧人，即使其貌不揚很大眾的歡迎，不過偶爾那分幹勁會撲空。
漫畫結局作者評價他為:結局作為貝賴德軍團唯一存活的男性，後宮的主人跟本編在理論上的男主角。
迪斯克
住在鋼鐵山裡的情報販子，外號「百科辭典」。半機械人。外表看起來像小孩，實際上已經100歲以上了。
能力是分析-可看穿敵人的能力，也可掃描對方的三圍。
在第八集跟夏娃一起被炸飛，身體受損嚴重，與頭分開，後於黑市再次取回身體足夠的材料而恢復（小學生模式），之後在90話與布雷德等一起進入城市，並留下獨自對付半機械警備隊長。
因為本來身體的無機部分被破壞，給華夏和潔貝特改裝和升級後，戰鬥力大大提高了。
後來被亞路佳拘捕，被利用其合成聲音引誘並拘捕了庫魯斯。
漫畫第十五集單行本末部，編輯部追加了性格測驗如下。
厭世並不喜歡外出，雖然討厭人但喜歡炫耀自己的知識。無論對任人的話都很直接，加上並不抗拒下流的話題，很多時候都會被認為是怪人，不過本人反而非常高興。
很喜歡新事物如電子產品，會因為用它們而很高興。經常會思考有什麼秘密絕技把現有的東西改良。
最後一頁的上半部在BS的人物對話中被提到，協助古魯斯和未央做資源回收工作 。
賽特(塞特)
名字諧音和先知塞特相似。
以前曾經是布雷德的搭檔，專門拿著「死神的聖劍」，一度被亞路佳所折斷了，後來被修復了。
能力是控制重力。目前在BS各地幫人解決糾紛，收取報酬，是個守財奴。
曾與布雷德組隊接受公會的任務後前往救助華夏等人，卻被索爾凡率領的掠奪者給欺騙，後來與布雷德合力打敗索爾凡，之後招攬了索爾凡加入公會的同伴。
在第三避難所時與索爾凡一同登場，之後被阿克萊特炸飛後，在工會與布萊德和索爾凡會合，之後在鬍子篇重新登場並救了庫魯斯等人。
於結局部與布雷德一起闖入城市。
被右天的複製人刺入伊甸種子後能力大增，並夫卡交戰中時被確認為聖痕所有者。
最後和索兒凡一同被阿克萊特所吸入了體內，但阿克萊特被左天引爆體內的炸彈粉碎，貝賴德從殘肢中救回並治傷。
第十五集單行本末段編輯部官方解說性格類型。
只要為了正義和幫助他人，即使用了欺騙的手段也在所不惜，很多時候給其他人誤會是冷漠的人。也有時會擔當吃力不討好的角色。不過其實篤信友誼，跟志同道合的同伴可以作出妙絕的合作。
由於處事靈巧，只要有心做就甚麼都做得到的平都是輔助他人較多。
索兒凡
港版官譯作索瑪。
自幼生活在匪幫中，住在黑域的西區、曾經壞事做盡的「掠奪者」老大，能力是特殊磁界（實際對任何物件一樣有效的特殊磁界）。在敗給布雷德和賽特後投降後加公會，目前是賽特的搭擋。平常喜歡裝可愛，經常穿著女僕服，可是在進行攻擊時會變得很兇惡，也就是「雙重人格」。
死神的聖劍的故事中殺害華夏的父親後，並在進而要欺騙布雷德和賽特協助自己，要霸佔華夏的財富和殺害她時，才被識破並被擊敗，後被賽特招攬加入同伴。
在第三避難所時與賽特一同登場，之後被阿克萊特炸飛後，在工會與布雷德和賽特會合，之後在鬍子篇重新登場並救了庫魯斯等人。
於城市編與布雷德一起闖出城市，當右天以伊甸種子攻擊賽特時，搶去伊甸的種子並用磁界將其打飛。
第110話中被確認為聖痕持有者。
最後和塞特一同被阿克萊特所吸入了體內，但阿克萊特被左天引爆體內的炸彈粉碎，貝賴德從殘肢中救回並治傷。
第十五集單行本末段編輯部官方解說性格類型同塞特。
作者說過起初設定是單純的惡女，所以不很詳細而名字是借用一家麵店的。

### 西美翁（Simeonシメオン製薬/西缅）
聖經中叫Simeon的不少，但最可能來自路加福音中被啟示親自抱聖嬰的老人，亦被視為早期的基督教聖人之一。
是一個本來先統一了日本多個較小的BS的醫院集團，後來得到666委員會贊助並得到政府授權進駐BS，主要由各BS招安回來的needless(阿克萊特等人)作為核心幹部，下層則是由普通人和複製人組成，在BS中進行Needless狩獵，且秘密建造工廠生產「罐頭」，和布萊德軍團交戰中。
對於故事的讀者或觀眾，主角群的成員的初期情報：西緬是勾結強盜和謀殺犯搶活人器官的惡魔醫院，並偷取病人基因制成藥物變賣圖利的集團，而且即使是能歌善舞的少女部隊也是暗殺部隊所喬裝的。
對於故事背景一般人和西緬一般人員所知:西緬是為了統一和掃平作為賊巢的BS的俠義之士，和收留被歧視Needless的法律和社會習俗逼害的人的庇護所，和開發出種種治療惡疾的慈善組織。
從Needless Zero披露的背景設定，因為Needless一旦被發現就會被放逐去BS，而西緬又是唯一援權進入BS的機構，所以其實西緬本應當是正派的Needless的家。
但真相是:
在漫畫城市編披露，其實西緬就是666委員會為未來毀滅和重建世界時，末世之戰的生還者Needless的方舟，所以有必要收編所有Needless(漫畫一零八回)，以武力的方式威壓來保護對象，並把所有戰鬥中傷重到直觀上死亡，將被研究所中收押強制其假死狀態冬眠，以能治任何Needless傷勢的伊甸種子治療，除本尊復活外。
對於始終抵抗的Needless，將以複制人或學習其能力的亞當系列成員，代替本尊戰鬥。理論上一旦把所有的Needless，都被發現和裹脅後，666委員會便會發動毀滅世界的戰爭了。

#### 頭領
即西美翁的掛名主席阿克萊特，和旗下的四名主要保護他聖痕等級的強大能力者。
亞當·阿克萊特
敵人的首領，西美翁的掛名總指揮。
自稱和布雷德一樣是基督復甦計畫的失敗作（頸上也有鋼鐵項圈與白毫，型號：078.AA）)，過去因右眼與心臟對「伊甸的蘋果（基督二號的DNA）」排斥反應，被研究員丟棄黑域。因為復仇突進研究所，之後吸收了基督二號的聖骸而獲得比布雷德更強大的特殊能力、亞當系列真正的ZERO－PF.ZERO（正向回饋·零）。
但同時基頓博士`貝賴德`夏娃等三人，放棄任務逃出了研究所闖進東京BS，要過無法的絕對自由生活。
為了治療以人工器官替代的右眼與心臟，派出刺客追殺布雷德，企圖獲取他的身體，也是為了完成「亞當計畫」的研究。
動畫版中因為被左天背叛而死亡，後來因離瑠獻身而以她的身體活(外觀變成阿克的模樣)，後來卻又因為「伊甸蘋果」變質而失控，最後被布雷德擊殺。
漫畫版中則使出同歸於盡的招式：「伊甸種子」爆炸。事後被發現和救回時，在直觀上絕對已死的(整個人的下半身被粉碎)，可仍然有意識和會說話。
在城市編再次登場，冒充被左天暗殺了的日本首相。在防衛研究所時刺穿了庫魯斯額頭，刺探記憶並取走了其腦內的晶片。
在在地下室內的伊甸種子的繭中，他以暴露聖痕的姿態現身。公開了他所知道needless的最高秘密，即次元兵器和其副產品，即在上次核戰中被誘爆時吸進地球的，黑暗物質的「生物」天使，並透過「祂」使用了所有needless能力，圖收伏布雷德軍團。宣稱要在外界的普通人收買的，以needless基因制造的藥物和克隆人中，加強伊甸的蘋果來使以傳播出去消滅普通人。
最後被基頓和左天暗算，身體突然崩潰並被掀穿了，他才是「唯一現存真正的基督二世的克隆人」，並被設計成有缺陷似為了減少失敗的風險，所以「失敗」等記憶是假的，只是作為偷取能力和聖痕供666委員會的道具生存，然後給接收了過多的能力和聖痕而一直肉體處極限中。下場是被左天引爆體內的炸彈粉碎了。
第十五集單行本末段編輯部官方解說性格類型。
對於自己有絕對的自信，也有用人的才能。憤世嫉俗，經常對世界的規則抱有疑問。雖然顯藏著可以改變規則的能力及領導才能，不過這性格在現實較易失去人望，要多加注意。
樓閣寺離瑠
西美翁製藥的高級幹部之一，是變異人，屬於「失落的環節」等級的超高級能力擁有者。阿克萊特的心腹和戀人（？），能力是念力，直屬的部隊為少女部隊。Needless中最強的「碎片」，以前是另一個Black Spot的王。在早年被阿克萊特打敗後，被移植了一根肋骨和伊甸種子，強化了力量和有限度控制了思想。
動畫中為了復活阿克萊特而獻身，變身成阿克萊特的外表和意識戰鬥，但因為伊甸種子排斥而發狂，而被雙方合力所殺。
漫畫中以念力防止阿克萊特自爆殺傷大部分集合在西美翁大廈的人，並把阿克萊特等傷者都搶救了。後來命令擔當政府高層秘書的少女部隊控制對外消息。
漫畫的末段表露已經戴上了有[EVE-M]字樣的頸圈，並表示自己是夏娃計劃的系列之一。
結局被左天用黑色引力和ESP病毒控制的少女部隊圍剿下慘死。
第十五集單行本末段編輯部官方解說性格類型。
一旦著迷了便無法停止，徹底的奉獻的類型。不過，對於沒有興趣的東西及認為比自己低級的人就冷漠得可怕。是態度變很大的類型。別人總覺是感情用事的類型， 但很多時都是精心策劃過的。
左天
西美翁四天王之一。守護阿克萊特的左側，所以大家稱他「左天」，本名不詳。雖然是阿克萊特的心腹，但一些行徑卻令人無法捉摸。擁有強大的戰鬥力，其他的資訊都是謎。能力是屬於「失落的環節」或聖痕的之熱能吸收。
一直被繃帶包著臉部，動畫第二十二集和漫畫一一零集，表露身分為亞當計劃的實驗體。
可能在2124年已經擔任此職，陪同阿克萊特和卡夫卡收服離瑠。
於動畫第22集表明自己真正的身份為基多博士過去的助手-神無月鏡司，由於研究所爆炸身受重傷而被改造成現在這樣，並且本來暗戀香澄愛屋及烏至喜歡以其基因制造的夏娃，而結果背叛了阿克萊特。
雖是四天王之一，行動卻令人捉摸不定，跟夏娃和胡桃的關係神秘。
首先在夏娃被捕拷問時發現其記憶被人篡改過，後在和夏娃交手時還讓她去先救被亞路佳所傷的庫魯斯。
在動畫DVD/BD封面和胡桃個人合照，對於其被擊成致命傷時異常緊張第一時間去赴現場，說話使到失落的環節三人組害怕。
但在動畫中在知道胡桃失敗後，說「慢慢地去現場」。
卻在夏娃被洗腦時將胡桃的「屍體」踢到布萊德身邊，推定應當是想布雷德在學習了能力後放手讓少女部隊撒退。
但在動畫第二十二集中說要貝賴德成為阿克萊特的競爭者，故意使其吸收多一些能力。
之後在「夏娃的故事」篇時與庫魯斯一同進入布雷德的記憶，從而發現了變身能力的秘密，卻沒有告知與他同來的石山。
在「城市篇」中和石山一起以伊甸種子暗殺了日本政府的高層。
結局部帶同基頓再登場，並受命於他偷襲了阿克萊特，還以學習胡桃的黑色引力指示少女部隊殺死離瑠。自掀其實才是「真正」的阿克萊特，也不是複制人而只是普通needless被改造成亞當，阿克萊特的回憶中的事多是洗腦的假記憶，為了保持優勢繼續隱藏著聖骸，並在再提及黑色引力和ESP病毒時說「腦仍然有用」，因只有他才可以使用「真正」的黑色引力和擁有ESP病毒的在生宿主，暗示胡桃未死但似淪為人質，而試圖以聖痕進入天使所在的世界。
最後引爆了阿克萊特體內的伊甸種子炸彈，並威脅用此法對付已被發售的複制人，使布雷德就範得到其協助。但被吸收了闖進地球的天使的貝賴德所粉碎，殘存的腦部以最後的力量說，自己已經用精神攻擊(第六波動)拼命，還只是被其反擊時同樣中招而同歸於盡。
他的真正身分和名字是誰?一直以來以來登場的左天是否同一人?到底他在故事中是否一直知道他所說的實情?為何他一直不使用除了第四波動外的能力?或者他所說的是否實情?會不會他也不過同樣只是一個傀儡?聖骸和胡桃的下落在那里?都因隨他的死而死無對證。
第十五集單行本末段編輯部官方解說性格類型。
雖然是某人的部下或輔助某人，不過總懷著野心。總不會說明一切，有操縱他人情報的壞習慣。只要沒有人問起就絕不會談自己的事。雖然平時冷淡又寡言，不過受到小部分部下狂熱的愛戴。
- 右天

西美翁四天王之一，守護阿克萊特的右測，所以大家稱他「右天」。真名 迪‧查巴克斯頓。
興趣是變魔術，雖然是四大天王但是戰鬥力不強，據迪斯克說右天的職位已經換下許多人了。能力是屬於「失落的環節」之透明（自稱為創世），可以讓物體變成透明。後來因為試圖獨力捕捉夏娃和庫魯斯兩人，但能力遭庫魯斯識破而被夏娃所殺，而血液則被左天回收。
在「城市」篇以自稱複製人之身復活和再登場，還得到了聖痕，並拿著伊甸種子攻擊賽特測試其能擁有聖痕。
因為他記得自己的「死」法和兇手是夏娃，所以相信只是他不能接受自己沒死的事實，而不是真的複制人。
最後詐敗誘使賽特中了阿克萊特的陷阱。
前任是「卡夫卡」，還有一任身分不明（女性）。
亞路佳·西爾特
庫魯斯的姊姊，表面是「黑域反抗軍」的副隊長，事實上卻是西美翁四天王之一，自幼帶同弟弟假裝投靠反抗軍的臥底。是個為達到目的不檡手段的人。擁有炎系統中最高強的能力：火神的氣息（超分子震動），使分子以超高速震動而產生高熱，原理類似微波爐)屬於「失落的環節」的能力，在四大天王中實力排名第三名。名字的意思是「方舟」。
直屬的部隊是「複製人部隊」。
雖說一心想殺了庫魯斯，但在「黑市」篇時不但刻意在冰牆上打出了一個大洞，還殺了一名部下，而在「城市」篇時捉住了庫魯斯，企圖向其打一管不明藥劑。
為了守住庫魯斯體內的秘密而被阿克萊特砍頭處決，但頭和身體被阿克萊特以「變形」連接維持基本生命機能，也被強行探索其記憶，但因為亞路佳決死反抗而被阿克萊特用火神的氣息殺害（同時也確認是聖痕擁有者）。
臨死前對庫魯斯留下了「神的右手和......神的左手......」的不明話語。
現確認了右手是指古魯斯的能力。
現在推測在神父記憶中的古魯斯，其實是少女部隊時代的亞路佳。
堅持藏晶片的真相，可能為了阿克萊特並不是「失敗」的基督二世複制人。
卡夫卡
前任的右天，之後改任了阿格拉斯部隊（偵查隊）的隊長。能力是犍陀多的蜘蛛絲和暴風雨攻擊。前史中卡夫卡在2124年便跟阿克萊特一起收服離瑠，並在正史前四年便代表西美翁到來東京BS，並和修特羅姆（見「上帝」）跟布萊德鼎立當地，最後因為了捕捉布萊德而在跟其決鬥時被殺。
在城市編再登場宣稱只有上次出擊前的記憶，但又不自稱複制人，可能是透過移植複制腦部的方式復活，並與右天一起對付賽特和索爾凡。
最後詐敗誘使索爾凡中了阿克萊特的陷阱。
第十五集單行本末段編輯部官方解說性格類型。
寡言且陰沈的類型，不過卻是個很喜歡這麼一個既孤獨陰沈的自己的自戀狂。
多想善感，對於落葉 秋天 夏天的完結等季節，有著比常人高一倍的興趣，嗜好意外地像老人家。
另外也很喜歡恐怖電影。

#### 少女部隊
由樓閣寺離瑠所指揮的，Needless少女為主組成的隊伍，被稱為Killer Girls的「暗殺部隊」。實際上除了剎那一隊是作為戰鬥部隊外，其他主要是收集情報和保安，還有一些分支是作為公關性質（色誘），甚至表演歌舞的隊伍。為首的三人組都是「失落的環節」等級的重要成員。

##### 失落的環節三人組
原著中才有冠以此稱號。在西美翁大樓有專用的訓練室，換言之是高級幹部階層的人。而在第三防護區中，三人組都感應到胡桃的情報行動，相信一開始便受到其感染的，但並未把三人的思想控制。
未央（Mio，聲優：金田朋子/牧野由依）
少女部隊的成員之一，能力是力氣。
天真可愛、有點呆，喜歡布娃娃（由奧里哈鋼製成，超重，出自潔貝特之手），外表是小熊，本人卻稱之為小兔，另外符合條件還能變成青蛙，把作戰當成遊戲。
受命綁架布萊德，但本人很喜歡布雷德和庫魯斯，好奇觀看阿克萊特和布雷德戰鬥時，被阿克萊特不小心炸飛，事後和庫魯斯共同行動。
多次表現出其善良的本性。唯一表現得較殘暴的是殺死美咲的手法，並在動畫中被修改了，原著中的真相是美咲在死前被救了。
在「城市」篇接受了剎那的召喚歸隊。後來發現了照山的遺體時，請求把其強制休眠的科學家將其釋放，並用撿到的「伊甸種子」使其復活。
迪斯克的掃瞄三圍：B71/W56/H77、內褲：熊寶寶、外號：小央央。
性別：女/年齡：?歲/身高：147cm/髮色：玫瑰粉紅色
第十五集單行本末段編輯部官方解說性格類型。
最不擅長處理複雜的事 一直覺得如果世界的事變得更單純就好了。
對於事物不是用善惡，而是用喜惡來衡量，一旦決定了就相當固執。
不知道何故未被左天控制，可能實際被控制下故意要她留在貝賴德身旁。
最後一頁只聽到對白而不見人影，某人在說她和古魯斯跟迪斯三人在從事資源回收業。
剎那（Setsuna，聲優：植田佳奈/後藤沙緒里）
「少女部隊」的成員之一，能力是速度。和未央與梔是一組團體，基本擔任領導者角色，也是三人之中的唯一具有常識的。外觀和夏娃很相似。會員編號是4。本來已經從聖玫瑰學園畢業，因為任務失敗再次入讀該校受訓。
性格較嚴肅和有見識，反過來說容易被常識所局限，例如在鐵山捕捉夏娃，和在帶她回基地時，被詭計多次玩弄如於掌中。在胡桃被擊敗時認定死了而無試圖救她。在掀發凜的惡行時被其詭計所打敗。對比登場時處決七海時遠為成熟和溫和(動畫中為免表現性格前後反差過大，此部分情節被修改了)，漫畫原著中真相是七海並未被其殺死，只是被打成重傷後立刻被救。
迪斯克的掃瞄三圍：B89/W59/H86、內褲：絲綢、外號：妖怪大姊頭。
性別：女/年齡：18歲/身高：165cm/髮色：天藍色
最後被左天控制下(可能被胡桃或左天以黑色引力洗腦)，和梔、七海、美咲、由紀等，聯手把樓閣寺五馬分屍。
梔（Kuchinashi，聲優：-/茅原實里）
少女部隊的成員之一，能力是具有干擾神經系統功能的香氣。
總是用文字來表達意思的少女（無口），另外她並非不能說話，只是刻意不出聲而已，漫畫中有一次不慎打噴嚏發出聲音之後就表示自己嫁不出去了（新娘EX）。腦子不知道該用笨還是聰明來形容，主要擔任搞笑角色。會員編號是7。本來已經從聖玫瑰學園畢業，因為任務失敗再次入讀該校受訓。
在第三防護區時自稱有懼高症。
其名字和前作白砂村的梔姬相似，但當時槴姬不是真人而只是靈體，可能像徵其在現代未出世的人。
梔在日文中諧音和「不會說話」相似，不但表現為沈默，更和作為同人誌的BLACK SPOT女主角常被認為是啞吧相似。
疑似為左撇子。
在漫畫單行本末段自認有畏高症，但實戰中沒有表現，可能已經克服了。
而第112回布雷德制服天使時，左天起初懷疑是用香氣或黑色引力，雖然並非實情但也可見其厲害之處。但槴或胡桃並不是聖痕持有者，可能另有隱情。
迪斯克的掃瞄三圍：B79/W61/H88、內褲：蕾絲、外號：襪子妹。
性別：女/年齡：18歲/身高：160cm/髮色：含羞草色
最後被左天控制下(可能被胡桃或左天以黑色引力洗腦)，和剎那、七海、美咲、由紀等，聯手把樓閣寺五馬分屍。

##### 第二個三人組
動畫中胡桃是和七海與美咲一同登場，而在原著的最後插圖也是三人一組的，但因為在對布雷德軍團前，七海和美咲先被剎那和未央所傷，所以胡桃要配合到失落環節三人組。
胡桃（Kurumi，聲優：-/嶋村侑）
少女部隊的重要成員之一，在原著中首先幪面陪同阿克萊特與右天外的四大天王一起，面對出席西緬大廈開幕的BS居民，可見有「代替當時負傷(動畫的觀眾情報是「已死」)的右天」的作用。
因為是西美翁的洗腦高手，所以平常不會暴露自己的存在。
因為在DVD/BD第六集的封面和左天合照，在夏娃前稱左天為「小左天」，左天對於其被擊敗時異常地緊張，而跟他個人關係非比尋常的。
綁四條辮子少女，能力是黑色誘惑力，可自體產生特殊病毒感染並操縱敵人，
除了洗腦能力外還有不可思議的魅力，夏娃在未試圖抵抗便被其親吻洗腦。
在第三避難所時操控被洗腦的夏娃並以監視者的角度幫助剎那等人戰鬥。
因為指正夏娃要閃過攻擊間接暴露了藏身之所，慘被索兒凡等三人合力擊中。
然而庫魯斯等人以為只要打敗她便可以解除對夏娃的洗腦，結果卻發現即使直觀上死亡（藏身的木箱被打碎的破片穿腹）洗腦仍無法解除。
躲藏的木箱被漆上了「工事園」(建築地盤)字樣，意味她代表了日本戰後重建的精神。
之後迪斯克要趁她未腦死前，讓布雷德學習她的超能力而和少女部隊爭奪其「屍體」，左天連同庫魯斯踢飛她而讓布雷德學習到黑色魅惑力，最後左天藉詞保全她的基因把她凍結止血，並讓剎那小隊抱走撒退。
之後全無消息了，唯左天在第110回提到她的腦還有用暗示仍然健在，加上已經證明needless本是不會死的而可相信存活。
性別：女/年齡：16歲/身高：163cm/髮色：可卡棕色
七海（Nanami，聲優：-/高橋まゆこ）
少女部隊的成員之一。
動畫初登場時是胡桃跟美咲一起的，在原著最後的插圖中也同樣三人一組。
平時跟美咲一組，能力是水的讚美歌，漫畫中因為在之前洩露任務失敗的真相，被未央抓頭連身體摔向牆壁而直觀上死亡(無進一步說明)，動畫版則是因為在失落環節三人組任務中搞鬼，被逼和三人組決鬥中落敗，被剎那拍下裸照(免死)。
在漫畫結局部再登場，被胡桃或左天洗腦，和剎那、槴、美咲、由紀等，合力殺死和分屍了樓閣寺。
性別：女/年齡：15歲/身高：155cm/髮色：寶貝藍色
美咲（Misaki，聲優：-/豐口惠）
少女部隊的成員之一。
動畫初登場時是胡桃跟七海一起的，在原著最後的插圖中也同樣三人一組。
平時與七海一組，能力是飛沙走石攻擊，因同上原因在漫畫中被剎那一擊手刀穿腹而直觀上死亡(同上無進一步說明)，動畫版則是同上原因被剎那拍下裸照(免死)。
在漫畫結局部再登場，被胡桃或左天洗腦，和剎那、槴、七海、由紀等，合力殺死和分屍了樓閣寺。
。:性別：女/年齡：14歲/身高：149cm/髮色：軟木塞色

##### 以偶像歌手姿態表演歌舞的第三支三人組
穗花(ほのか)聲優:井口裕香;結愛（ゆあ）聲優:竹達彩奈;夏樹(なつき) 聲優:真堂圭。此三人組在阿克萊特面對暴動時，被派出來演唱平息BS居民的情緒。

#### 其他
布里瑪利亞(聲優志村由美)
在西美翁工作的複制人少女，在西美翁工作類似她外表的同系列複制人有多達數十人，包括了和布里瑪利亞一同被介紹的西珺達莉亞，漫畫第五集登場的艾絲古艾利和第七集單行本登場的塞肯塔利亞，通常穿著女僕裝，並隨時帶著甜美的笑容。似乎和西美翁開發的新技術有重大關聯，基頓在結局中說複制人是西緬用來傳播當作生物兵器伊甸種子的道具。
性別：女/年齡：?/身高：154公分/髮色：奶油色

### BS解放軍
致力於解放BS於西美翁魔掌之下的組織，又稱作「叛軍」，其暗殺部隊在故事一開始時企圖攻消滅阿克萊特，卻被設下圈套而導致全滅，當時加上所僱的傭兵一共406人，隊長是沙卡特，副隊長是亞路佳。
沙卡特
BS解放軍隊長，有點像庫魯斯的監護人，充滿正義感。能力是岩石崩，是一位很厲害的能力者。然而與阿克萊特交戰時，被其用念動力殺死。
性別：男/年齡：37歲/身高：186cm/髮色：淺棕色
起初暗殺阿克萊特失敗的成員們
鈍 軍師，武器方面高手。
菲姆特 軍師，組織能力強，沙卡特的左右手。
卡西達 新潮牧師，可以控制聖水。
亞加托爾 討厭遵守秩序，負責通信和維修機械的高手。
捧(女) 擅長忍藏自己的忍者，遊擊戰的高手。
西村 受反抗軍僱用的僱傭兵。
巴克 生氣起來很像瘋子，跟大猩猩一般凶猛。
在西緬大夏開幕時挑戰阿克萊特失敗的抵抗運動Resistance成員們
里偉德 能力 Ulysses stamp 可以改變自己體重壓碎敵人。
聖 能力 Drencher snoe gun 發射出像大量的雪活埋敵人。
IC 拉達 並非needless能力的半機器人，手持的鐵筒中有各種機械兵器。
犬井 能力 Smart bomb scope 能把視野中部分放大的超強視力。
偉節馬 能力 Shock absorber jump 超強的彈跳力。
法利 D 能力 Stone crab scissors 能把手指變成剪狀，即使破損退會再生的。
美羽(女) 能力 volt Sling bazooke 能把空氣彈射到遠處。
T 撒魯德 Double bind 能夠發射出拘束別人心靈的咒語。
在西緬大廈開幕式時挑戰樓閣寺離瑠失敗的人們。
羅拔 能力 體外骨骼，可以在體內外射出骨刀，威力等如四把尖利的飛刀。
多田道禪 能力THE 合氣，在BS修練多年的合氣道功夫，可以把數米外使對手失去平衡的。
芬玲(女) 能力 PSYCHC霹靂 能化裝使產生電力形物體電擊對手，使到對方的頭髮豎起。
三人因為事敗後投降而沒被樓閣寺所殺。

### 亞當計劃（アダム・プロジェクト）相關人物
荻葉香澄（Ogiha Kasumi，聲優：-/久川綾）
亞當計劃的女研究員，主要負責夏娃計劃，基多的助手和喜歡的人，於故事開始前已因實驗意外而喪生。曾替布雷德及阿克萊特命名。動畫中提供制造夏娃的基因。漫畫的結局部正式登場，並被掀露真正身分即夏娃的姐姐，現時仍處於腦部殘缺的植物人姿態。
神無月鏡司（Kannazuki Kyouji，聲優：-/谷山紀章）
亞當計劃的研究助理，主要負責夏娃計劃。於香澄喪生後成為基多的助手，動畫版中是左天的真正身分。
首誠一（Obito Seiichi，聲優：-/赤城進）
亞當計劃的主任。
由馬光太郎（Yuuma Koutarou，聲優：-/佳月大人）
夏娃計劃的主任。

### 666委員會
背地裡操縱整個世界，是一個超越國界的超政府組織，也是殺害基督二世、促成「亞當計劃」的幕後黑手
666表面的意思指的是「當世界毀滅之時，應當存活的666個人」，人選都是在各個領域為世界第一的人才，或是獨一無二的能力者。在漫畫第一零八回便解釋成等同所有Needless。
但無解的是很久以前便存在，人數和身分不明的眾多人員的組織，為了要受到保護的對象提供庇護的方舟的神秘組織。很可能本來666委員會是自古便為了隱藏有能力的人們的組織，只是因為本編時代的能力者把超能力等同基督二世的化身的誤解。
石山
動畫中是神秘的老人。
漫畫原著中是早年開發複制人軍團的首席科學家，和現任的日本政府復興局局長。體內植入了伊甸的蘋果，能力是「記憶的守門人」，可以打開中招者的記憶之門，中招者的記憶將全部重現（包括已經忘卻的回憶），招式為「開啟記憶之門的疾速神掌」，被尊稱為「在石山的面前一切都將無所遁形」
可以以「四兩撥千金」的方式化解未央的攻擊，還可以無視重力踏在牆壁或天花板上，以及踩踏空氣飄浮起來（類似月步）
動畫中他和其他十來名666委員會要員，一同遭左天所暗殺。
漫畫中在夏娃的故事中為夏娃做治療，並在第九十一話中，與左天一同將日本政府高層殺死。
性別：男/年齡：72歲/身高：166公分/髮色：白。

### 其他
基督二世（Christ Second）
傳說中的人物，故事世界觀的救世主，最古老兼最強的變異人(NEEDLESS)，亞當計劃實驗體的原型。外表和阿克萊特相同，據說擁有所有的超能力，他生前所有的能力傳給了現在的每一個變異人，因此擁有「能力」的人可說是擁有「基督2號的碎片」，也就是「Fragment」。
在第三次世界大戰後幫助重建日本，卻因為被666委員會覬覦其能力而被殺，死後留下的屍體被稱作聖骸，成為「亞當計畫」的材料。
但實際上基督二世的實際影片和照片，僅有迪斯在鐵山中保存的短片。
按亞當·阿克萊特的話，宣稱發現了頭部和上身後把其吸收了，但原著中被左天所掀發那段記憶是偽造的，而且實際上吞噬是從未成功過的，真相仍然處於一團迷霧中。
因為阿當計劃的實驗體無法從聖骸中得到和基督二世匹敵的能力，只可以得到變形能力和zero能力，而zero能力又在他的時代不可能存等事實推論。
很可能基督二世不像傳說中神化，或者聖骸不是屬基督二世於本尊，甚或基督二世只是對於當時拯救世人的能力者的泛稱，而是當時同期已經存在著，多位有不同能力的人之一。
原著中尊稱為基督二世，動畫僅稱為二世。原著中工事園的設定資料集中說明，以聖骸的狀態和666委員會的技術，很可能不制造複制人而是直接復活本尊。
華夏（Kana，聲優：-/真堂圭）
先在Needless Zreo死神的聖劍中登場，原本被認為和庫魯斯同樣是沒有超能力的，後來被發現超能力即「超尖端科技」。後來修理和改造了迪斯克的半機械人身體。
漫畫中其父親是被索兒凡所殺害的，卻沒有很介意，說到「要在BS中活下去，就必須殺死敵人」，展現意外成熟的一面。
性別：女/年齡：10/身高：140/髮色：黑色
凡薩迦
BS銀行的董事長，因為違反BS法和欠了西緬的借款，而被少女部隊所拘捕。
金松將軍
本編時代已逝世，但在戰前於現在BS的別墅設下金庫，有很多機關保護，後來夏娃被捕後逃走時曾進入其別墅。

## 漫畫後期的登場人物
動畫以原創劇情提早結束故事，而漫畫原著仍然連載至2013年6月才結束，這里介紹後期登場的角色。

### 西緬集團

#### 聖玫瑰學園
少女部隊的母校，嚴格的全宿舍制，剎那等少女部隊的正式成員都是其畢業生，現在受訓的學生，都是「少女部隊」的「非正規部隊」成員，也稱作「2軍」，學生也不限於當殺手，可以主修情報或色誘。但這所學校的體育和戰鬥訓練極嚴，平均每年都有數人死於訓練意外，而且每年都只有十多人畢業，其他人只好留級或退出當西美翁基層員工。
分成「變異人班」和「普通班」，每3周舉辦一次普通考試，每年舉辦兩次升等考試，普通考試若不及格不但無法外出休息，還要接受懲罰。
命名是出於布雷克夫人所說玫瑰的花語，即「美、處女、神秘」。
布雷克夫人（Madame Black）
原名「鐵柳黒子（てつやなぎ くろこ）」 ，聖玫瑰學園宿舍的舍監。能力是風。通稱「夫人」，以嚴格出名，學生們都很怕她。向來堅持自己的信念，唾棄不擇手段的小人。
假髮和衣服都是鋼鐵材質。在「聖玫瑰學園」篇打敗凜並判決退學，最後還掩護庫魯斯離開學校。
性別:女/年齡:42/身高:176/髮色:可可亞棕
名字是借用著名文化人黑柳徹子。
凜（Rin）
新聞委員。跟雛田一組，受訓中。隱瞞自己有超能力，為「聖玫瑰學園」篇中連續殺人案的兇手，目的是把普通班中第一名的人解決掉好讓自己的名次足以升入少女部隊1軍。能力是「壓力」。被查出真相後本被布雷克夫人打敗並判決退學。後來在剎那的「強烈要求」下前往黑市幫助未央等人，卻被哈特·菲爾德打成蜂窩，並被貝賴德的白毫測試認為已經死透了而無法吸收能力，可在無說明被救的情形下自行甦醒。
性別：女/年齡：17/身高：170/髮色：歌德紫
第十五集單行本末段編輯部官方解說性格類型。
有著使要鏟除他人也要不斷晉升的，積極而錯誤的想法。說得好聽的就是全力朝目標衝過去。極度害怕成為喪家狗，為了避免落得那狀況，不惜完全隱藏自己的興趣與本性。
座右銘是「只要不被揭穿就不是犯罪」。
雛田（Hinata）(港版譯作日向)
保健委員。跟凜一組，協助她查探庫魯斯的真面目。受訓中。
由紀
風紀委員，協助調查炸彈案件，在凜被掀發時被其打成重傷，結局再登場，被洗腦參與圍剿樓閣寺離瑠的戰鬥。
小柿蕾兒
凜的被害者之一，雖受重傷但及時獲救。
名字音同「我要生氣了」。
坂城篠
上次被凜殺害的學生。
其他登場教師
梅莉奧兒、諾布麗、葛蘭、亞拉凱兒。
分別是教授女性儀態和魅力，教授秘書和電腦等通信學問，教授國文，教授數學。而亞拉凱兒亦被凜所殺害，還有一位體育老師未公開真名。

#### 其他
修特羅姆
成立一個公會，並取名為上帝，在西美翁前先進入東京BS的組織，曾經和先來者多次衝突和殺了不少人，招攬了醫學界的名人梅古羅玆，集合了一群能力者創立。組織以統治全個BS為目標。
在數年前與布雷德發生激烈衝突後，上帝垮台，加入了西美翁並成為幹部，並與哈特·菲爾德做出黑市的冰壁。
能力是「冰凍」，能夠吸走熱製造冰的能力，為冰系統中最高強的能力，左天能力的剋星。
哈特·菲爾德
指揮BS的西美翁統治部隊，統率新複制人軍團，在阿克萊特引發爆炸後，進駐BS收拾殘局。對於不肯接受統治的BS居民進行異常殘酷的鎮壓，手段遠比其他的西美翁人員冷峻，在「血之雨」篇以複製人部隊和其高強的實力打敗庫魯斯等人。
最後在與布萊德軍團戰鬥中戰敗而死。
性別:男/年齡:46歲/身高：188cm/髮色:棕黑色
能力「祈雨」，能夠自由控制水的能力，為水系統中最高強的能力。
英格莉特和夢格莉特
哈特·菲爾德自行設計的新型複制人少女，外觀像小學生般的女童，受命以其幼弱的外表使布雷德動搖，但因為布雷德發現了「新的境界」而戰敗。
無名科學家
在古魯斯發現照山最次的遺體時，便懷疑山田身分叫他去檢查的，還說即使死了有複制人和移植記憶便不怕。
後在未央指示下救活了照山離開。
複制人部隊的士兵
本是三次大戰時日本用來侵略他國的生物兵器，是由原西緬集團的石山所開發的，現在西美翁當做來當最低級的戰鬥員，都是禿頭的青年，頭上有三個特別的神經孔。主要的指揮者是亞路佳。
漫畫第一零八回披露了，並不是採用現實的克隆技術出生的人類，而是以萬用的IPS細胞被移植指定的基因，和透過細胞間物質預塑成指定的外觀，所以可以用來制造成任何指定的性狀，概念更接近人造人，也潛伏了失控和被制造者控制的危險。阿克萊特自掀計劃，用其來作為傳播消滅普通人伊甸種子的生物武器。
庫賽蒙·尼夫塔
西美翁統治部隊的指揮官，哈特·菲爾德的部下，在發覺亞路佳放走庫魯斯時，被其滅口而死。
葛蕾戈兒
偵察隊的成員，在Needless zero 2中負傷後，改任解讀從庫魯斯手上搶來的晶片，發覺其密碼不完整無法正確解讀。
亞路佳的複制人
外觀(或者實際年齡)相當於十歲以下的女童，身高約130cm。
兩個人才可以合力發出炎神的吐息，有數十人之多看守東京研究所的地下室。
照山最次的複制人
不像其他複制人有真人緩慢地成長的過程，一出現時便和本尊外觀非常相似。可能是用死去的複制人士兵的殘肢併湊而成的，被基因改造和整容並移植了記憶的方式制造的。
因為被移植了伊甸種子而增強了力量，結局時被派出對付貝賴德而被炸成粉碎。

### 其他
潔貝特
BS的天才人形師，未央的娃娃的制作者，並用舊複製人部隊的腦部組織，開發了名為BQ和QT的「活人形」，據說不論是多難的委託他都能完成，之後還跟華夏一起改造了迪斯克的身體。
BQ，QT
潔貝特用第三次世界大戰的複製人部隊的大腦製成的「活人形(仿真機器人)」，因為是軍隊的大腦，所以生性兇殘。攻擊力與防禦力與變異人不相上下。
原本BQ的身體並不是潔貝特的模樣，不過為了竊取備用的人形，而偽裝成潔貝特的樣子。除此之外，他們的身體必須依靠活人的身體組織才能維持，因此他們在被未央打敗前一直在狩獵人類（特別是小孩）。
而古魯斯等人所一直以為是西緬做的兇殺案，其實多半是其所為，而從NEEDLESS 1.5推測是有人類的合作者。
BQ 性別：男/年齡：1/身高：174/髮色：棕色
QT 性別：女/年齡：1/身高：180/髮色(穿了鞋)：明黃色
梅古羅茲(港譯作緬古羅斯)
在布萊德的記憶中出現的人物，參加過亞當計畫，原本是人類學研究者，後來因為被發現醫生執照是偽造的而被驅逐，之後躲進BS並加入上帝，上帝垮台後則成為叛軍協力者，在BS曾治療過一個能力者並在手上烙上了聖痕。後來確認治的是亞路佳和移植了古魯斯晶片。
沃拉絲
修特羅姆的女兒，亦是Needless，頭髮可以當作武器攻擊，稱為蛇髮女妖的髮絲。
陶莉雅和她的同伴
在貝賴德記憶中登場人物。
在東京BS的O區生活的少女，被修特羅姆所捕獲，和被梅古羅玆改造身體，之後遭卡夫卡殺死。
她的同伴有三個男性，分別叫烏奴姆、杜奧、古亞多奧，都被「上帝」殺死。
四人本是當地的組織MEDIA URBIS的幹部，相信是有一定的實力，但不似是needless。
作者在設定中介紹過，因為記憶是被篡改過的，所以生死和是被改造都遠不是真相。
庵忠喪作
東京BS礦山黑市的長老，以前常跟迪斯克喝茶聊天。
MIZUHA(香港官譯作「水羽」)
女性，反抗軍始祖，在亞當計畫爆炸事故後（就是阿克萊特和聖骸引起逆拒絕反應時），在遺跡內尋找聖骸失敗但發現了「黑匣子」，裡面裝有基督二世的DNA排序，即「神的設計圖」，之後亞路佳將晶片藉梅古羅茲之手植入庫魯斯大腦內，後來被阿克萊特取出。
天使
庫魯斯在阿克萊特使用「伊甸的種子」自爆時，被一隻不明人物的手所保護，並且被未央目擊到和冠以天使之名。但因為未央和古魯斯一同墮落，和同時的天使被囚不可能在現場出現，很可能未央被阿克萊特無意中引出了潛在的天使力量，救了現場唯一的普通人古魯斯。也可能是古魯斯的潛在天使力量被激發了。
第一零七回阿克萊特掀發了，其實天使是由黑暗物質構成的異次元生物。在上次核戰爭時有兩個天使被人類拉入了地球，666委員會暗中收藏了一個天使，自己私下把祂裹脅了結合增強力量。
還有一個同類則早被基督二世結合了，並在他受難後轉世化成Needless。貝賴德在打開了次元之門後，又一個天使闖入了戰區，結果被貝賴德所收伏了。
第三個天使(被貝賴德所收服的)說前兩個同類(被基督二世和阿克萊所吃掉的)是「偵察隊員」，意味祂後面還有更多的同伴。而天使到來總是被人類所吸收的實例看來，祂們本身在地球是難中以自力維生的。
瘋狂榮克
自稱「本BS最強needless」，在貝賴德等人打破了BS大門後，試圖後續追出去城市，被警備隊以奇異的新武器燒焦倒地，該武器類似歐美遠未來科幻的光線槍，連西緬都還未採用的。
城市警備隊
多是由半機械人組成，有凌駕普通needless的戰鬥力，而Needless zero照山亦加入了。
機動隊長
和迪斯相似的構造的半機械人，即使被分解後身體各部分仍然獨立地存活的。
被稱「機」動隊長是指被「機」械化了。
迪斯發覺其使用很多低科技成分，使用會被磁力影響的鋼鐵制造，所以了解後便輕易地擊敗的。
無名隊員
古魯斯被逼加入西緬和少女部隊後遇上，稱其弟是少女部隊的迷。
女性亞當系列成員
在單行本第12集中「夏娃的故事篇」出現，庫魯斯等人為了營救夏娃而尋找葉爾系統途中，在被因為布雷德的記憶不全而造成的黑色區域困住時，突然出現並在庫魯斯腿上加上不明亮點，讓庫魯斯等人可以憑藉庫魯斯的記憶開路，順利穿過黑色區域。
在場的3人中，除了庫魯斯外沒人能看見。
外型是白髮和身材高大的成年裸體少女，頭部有白毫跟項圈（項圈號碼不明）。
從正傳漫畫結局看來是貝賴德和夏娃死時融合而生的，但未確認是否同一人物。
日本政府高層
和666委員會合作逼害Needless，和利用西美翁收復被污染的BS。宣稱要西美翁狩獵needless和把其制成長生不老的罐頭，結果西美翁只是招安了更多Needless和把伊甸種子當成藥物。結果後來包括首相在內部分高層，被左天以伊甸種子暗殺死亡。
已公開身分的成員包括了，橋澤純一郎總理大臣，田岡敏夫法務大臣，三木正十郎財務大臣，物部知惠子內閣官房長官，村越俊次防務大臣。而石山任職復興大臣，掌握日本政府實權和控制BS和西緬集團。
市民
「城市」的人民和故事背景人類的主體。
於城市編中充滿對needless的誤解和恐懼外，更極端地缺乏自信。
而當和接鄰BS的地方，給軍方劃為新BS並試圖把市民和逃出來的人一併消滅時，沒有想到逃命而被害人數眾多。
原著漫畫最後一幕，見到在BS外的有眾多少女們裸體外出，表露出要反抗禁忌陃習和惡法的精神。
自衛隊
故事中的日本軍方，在初期被提到因為擁有被拉夫的needless(身分人數不明)，所以現在日本軍隊是世上最優秀的。
在城市編中被介紹和登場的足以毀滅地球的次元兵器，和鎮壓needless的秘密武器宇宙戰艦(擬似可以作超光速航行)，更是大大超出貝賴德想像，或類似本編的近未來超能力科幻的實力。
從最後天使主動關閉異次元的門看來，似是祂們怕人類多於人類怕祂們的。
村井和吉野
在城市編(總第九十三回)中古魯斯聽到的神秘廣播的主角，新聞報導了一宗為了網絡遊戲的兇殺案，稱為村井的兇手殺害了一個叫吉野的網上竊賊，供詞中稱「我作為路西法把你養大為什麼不為我申辯?」
原定要遠離BS的古魯斯聽到後，突然離奇地自稱我是屬於BS的並轉向他不可能知道的西緬第一研究所。
推測那段廣播其實是用來解除古魯斯，被封印了出身於西緬的記憶的暗號(路西法)的假新聞。

## NEEDLESS ZERO登場人物

### NEEDLESS1.5
時間點在「超能力大戰」之後的故事。
凱恩（Cain）
男主角，名字來自舊約聖經的該隱，外表和左天跟阿克萊特很相似，一名居於城內的學生，他和其父親都有超能力，但父親因為被發覺而據法例被驅逐到舊東京BS，而他一直未被發現有超能。能力是「聲」常被認為主動無效化能力，但一旦大喊「不准碰我」就可以停止他人(即使不是能力者)的行動，所以推定類似黑色引力是精神控制。為了找尋父親冒險進入廢墟遭人襲擊，所以逃進一棟教堂，遇見亞當·諾伊休凡·舒坦因等人。最後暫居於教堂。
亞當·諾伊休凡·舒坦因（Adam Neuschwanstein）
女主角，住在S33區一棟教堂裡的修女，僕娘。記憶力超差的少女，所以常幫人亂取外號方便記憶。基督復甦計畫的作品，能力是可以學習敵人攻擊的ZERO(零)。似是漫畫正傳結局(114回)貝賴德死前和夏娃融合而生的角色，但繼承了兩人的記憶，所以也可以算是兩人的復活。
布雷克夫人（Madame Black，聲優：不明）
原名鐵柳黒子（てつやなぎ くろこ），能力是操控風。收養亞當·諾伊休凡·舒坦因的人。通稱「夫人」，即上文聖玫瑰學園的導師。
亞當·C（Adam C）
自稱「紫衣（しいちゃん）」，凱恩的女同學。基督復甦計畫的作品，能力是可以學習敵人攻擊的ZERO(零)。目標是回收亞當·諾伊休凡·舒坦因。
色即&是空
在BS傳教活動的兩名佛教和尚，向修女的教堂「踢館」失敗。使用稱為金剛慈冰拳的凍結技(和正史中舒杜羅姆的相同)，後被紫衣所敗和負傷。

### NEEDLESS/死神の聖剣
亞當·布雷德（聲優：子安武人/同左）
參看黑域居民。
賽特
參看黑域居民。
索兒凡
參看黑域居民。
華夏（Kana，聲優：-/真堂圭）
統領一群流浪漢的小女孩，其父親是Needless並在生前對很多人有恩，由於居住的村莊被「掠奪者」侵入，僱用賽特及亞當·布雷德。欺瞞布雷德等人、說自己的能力是冰及火（其實是用機器製造冰塊與火焰），後來才被發現是「超尖端科技」的能力者，能夠發明一些可以產生超能力效果般的道具和機器。

### NEEDLESS/第2の視覚
亞式（Ashiki）
能力是第2視覺的少年，可以看見別人無法看見的事物。救出奈良加後與她成為拍擋。真相他其實失明了，但以被惡靈認為是「第三隻眼睛」「看」到外界並識別惡靈。能力的性質可能類似黑之契約者的人偶能力。
奈良加（Naraka）
被鎖在第3地區的廢屋的少女，能力是開啓冥界和人間的門，有些像死亡筆記中的死神眼睛。因為不懂得控制能力所以殺了很多人。被亞式救出後與他成為拍擋。
異型王
被奈良加和亞式收服的邪靈，肩旁兩端是亞當和夏娃的靈魂。

### NEEDLESS/気功方士
妙華（Taeka）
能力是氣功方士的少女，可隨心使用氣功進行醫療和攻擊，其一晚便治好了凱的傷勢。收集各式各樣的零件。很喜歡熊貓。
杏杏&呑呑（Anan & Nonnon）
妙華的好朋友，在咖啡屋工作。
凱&艾達
火車意外撞破圍牆，流落BS的普通人。其實是有錢的闊少爺與千金小姐，因為被某兩個城市警備隊的人員散播的謠言所害，給其凱的父親與僕人相信兩人永遠無法離開BS，其實是為了謀奪繼承權的陰謀受害者，直到妙華出手相助才得以離開BS。兩人婚後帶同父親乘火車時再次發生意外而闖入BS

### NEEDLESS ZERO Ⅱ/BURNUNG KNUCKLE
僱傭兵
由利斯特&雷托拿
被西緬所聘用收復照山最次所被放逐的BS的普通人類，殺死了很多單純因為貪不用交稅和租金的窮人，持有了足以一槍擊斃needless的特制手槍和專用子彈，後兩人因為受命要收集活態needless的基因樣本，試圖生擒照山時被敗而逃脫了。
在漫畫最後追蹤照山到貝賴德的教堂時，被他們聯手所擊敗。

### NEEDLESS ZERO Ⅱ/HORROR HOUSE
阿格拉斯部隊
薩姆扎&古妮歌露
西美翁的偵察部隊，能力分別是透視和順風耳。兩人被迪斯克的新武器打飛到撞穿數十公里外西美翁的牆壁，但事後在正傳確認了古妮歌露存活和復完。

### NEEDLESS廣播劇CD版
Kuroshetto(聲優志村由美)
西緬情報員的needless少女，原創人物。
- 能力 布萊恩逆轉，可以因為身上的鈴子改變性格